# Scott (contea di Allegheny, Pennsylvania)
Scott  è una township degli Stati Uniti d'America, nella contea di Allegheny nello Stato della Pennsylvania. Secondo il censimento del 2000 la popolazione è di 17.288 abitanti.

## Società

### Evoluzione demografica
La composizione etnica vede una prevalenza della razza bianca (91,35%%) seguita da quella afroamericana (6,17%), i dati sono del 2000.
| township di Harrison Popolazione |        |
| 2000                             | 17.288 |
| Stima al 01-07-07                | 15.981 |